# Dominic Barona
Dominic Isabel Barona Matute (* 10. Februar 1991 in Montañita) ist eine ecuadorianische Surferin.

## Biografie
Dominic Barona begann im Alter von 13 Jahren durch ihren Bruder Israel mit dem Surfen. 2010 gab sie ihr Debüt auf internationaler Ebene und konnte bei den ISA World Surfing Games 2014 die Silbermedaille gewinnen. Zwei Jahre gelang ihr diese erneut. Zudem siegte sie bei den Juegos Bolivarianos.  und  Erfolg erneut. Bei den Panamerikanischen Spielen 2019 gewann sie in der Disziplin Open Surf die Silbermedaille und qualifizierte sich dadurch für die im Sommer 2021 ausgetragenen Olympischen Spiele in Tokio. Bei der olympischen Premiere ihrer Sportart belegte sie im Shortboard den 19. Platz.